# Piercing no umbigo

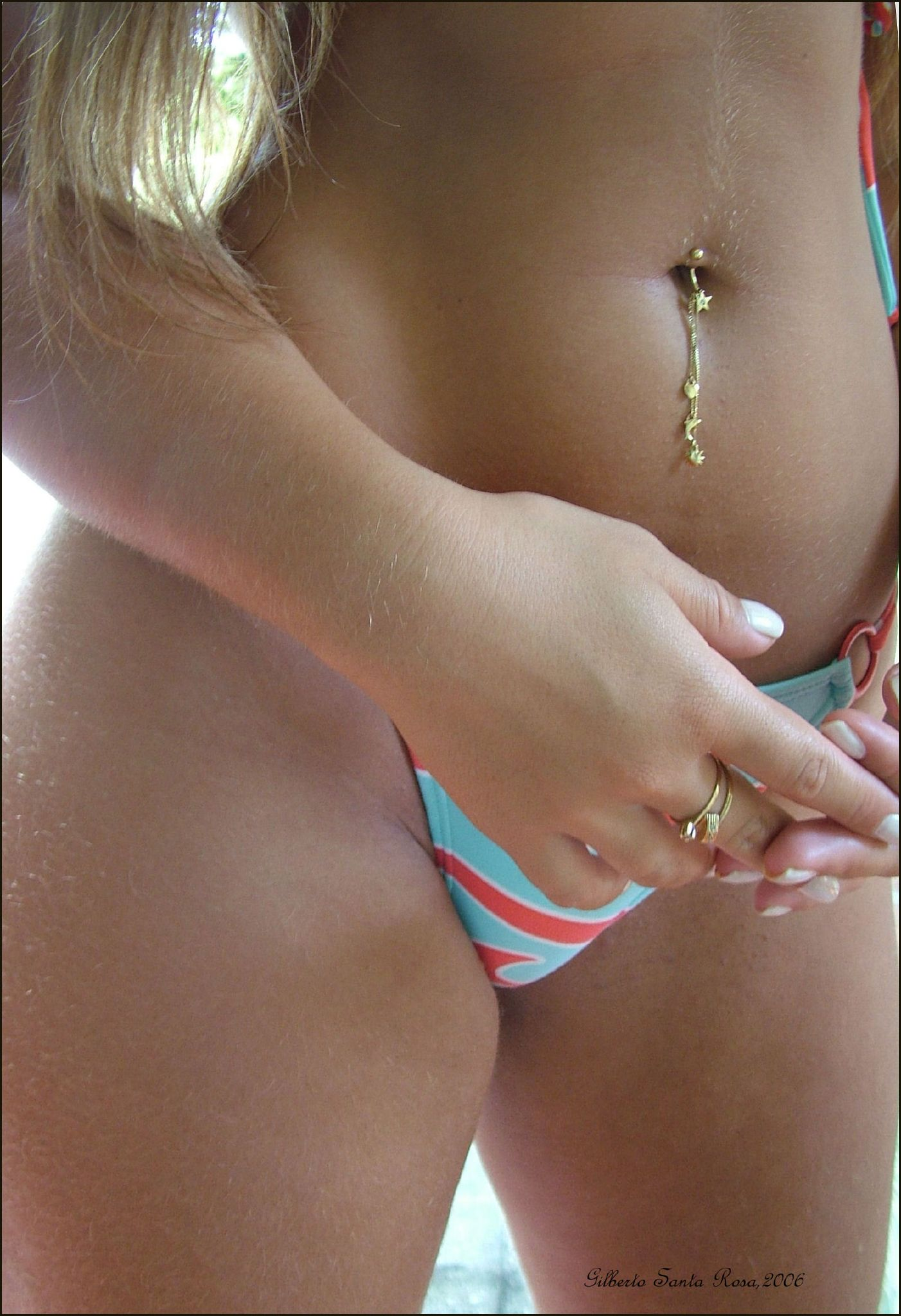
Mulher com piercing no umbigo.

O piercing no umbigo é um tipo de piercing localizado dentro ou em torno do umbigo, o tempo de recuperação é considerado curto, de 6 meses, também tem baixa rejeição, semelhante ao de orelha, a localização mais comum é a superior a região do umbigo.
História :
Existe uma controvérsia na história, alguns historiadores dizem que os primeiros povos a usarem piercing no umbigo foram os do Egito Antigo, os faraós utilizavam como símbolo de transição da vida para a eternidade, também era sinônimo de força e coragem, alguns outros desmentem a história dizendo que ele só apareceu durante a década de 1970, sendo popularizado, principalmente, no clipe da música Cryin' do Aerosmith em 1993.
Riscos :
Existe risco de infecção até o tempo de rejeição (aproximadamente até 6 meses), a cicatrização também costuma ser desigual na região, também não é recomendado para menores de 12 anos.